# Selaginella moellendorffii
Selaginella moellendorffii är en mosslummerväxtart som beskrevs av Georg Hans Emmo Emo Wolfgang Hieronymus.
Selaginella moellendorffii ingår i släktet mosslumrar, och familjen mosslummerväxter. Inga underarter finns listade i Catalogue of Life.